# تودور کولف
تودور کولف (بلغاری: Toдoр Пeтков Кoлeв؛ زادهٔ ۲۹ آوریل ۱۹۴۲) بازیکن فوتبال اهل بلغارستان است.
از باشگاه‌هایی که در آن بازی کرده‌است می‌توان به باشگاه فوتبال لوکوموتیو صوفیه و باشگاه فوتبال زسکا صوفیه اشاره کرد.
وی همچنین در تیم ملی فوتبال بلغارستان بازی کرده‌است.